# Hierodula sarasinorum
Hierodula sarasinorum är en bönsyrseart som beskrevs av Werner 1926. Hierodula sarasinorum ingår i släktet Hierodula och familjen Mantidae. Inga underarter finns listade i Catalogue of Life.